# Паркер, Шайенн
Шайенн Паркер (англ. Cheyenne Parker; род. 22 августа 1992 года в боро Куинс, Нью-Йорк, штат Нью-Йорк, США) — американская профессиональная баскетболистка, выступающая в женской национальной баскетбольной ассоциации за клуб «Лас-Вегас Эйсес». Была выбрана на драфте ВНБА 2015 года в первом раунде под пятым номером командой «Чикаго Скай». Играет на позиции тяжёлого форварда.

## Ранние годы
Шайенн Паркер родилась 22 августа 1992 года в Куинсе, крупнейшем по территории боро Нью-Йорка, в семье Стэнли Паркера и Верны Брайант, у неё есть два брата, Калик и Юсеф, училась она в городе Хай-Пойнт (Северная Каролина) в средней школе Юго-Западного Гилфорда, в которой выступала за местную баскетбольную команду.